# Canarsie–Rockaway Parkway (línea Canarsie)
Canarsie–Rockaway Parkway es la estación terminal meridional de la línea Canarsie del metro de la ciudad de Nueva York, es una de las pocas estaciones a desnivel del sistema. Localizada en la intersección de Rockaway Parkway y Glenwood Road en el barrio Canarsie de Brooklyn, es servida todo el tiempo por los trenes del servicio L.

## Conexiones de autobuses
- B6

Hacia Bensonhurst y East New York vía la Avenida J & la Avenida Flatlands
- B17

Hacia Crown Heights y Canarsie
- B42

Hacia Canarsie Pier
- B60

Hacia Canarsie y Williamsburg
- B82

Hacia Spring Creek Towers y Coney Island vía Kings Highway & la Avenida Flatlands